# Бломідон (мис)
Мис Бломідон ( [ˈblɒmɪdɒn] BLOM-ih-don )  — мис, розташований на узбережжі затоки Фанді канадської провінції Нова Шотландія .
Мис Бломідон розташований в окрузі Кінґс на північно-східному краю півострова Бломідон. Його геологія в основному складається з осадового пісковика, який є унікальним, оскільки він пов'язаний з Північним гірським хребтом і складається з толеїтового базальту. На мисі Бломідон розташовані характерні скелі червонуватого кольору, які сягають до 100 метрів у висоту над басейном Мінас, який тягнеться на схід. Мис Кейп-Спліт є геологічним продовженням Північного гірського хребта і виступає біля півострова Бломідон на північному заході. Згідно з легендою Мікмак, мис Бломідон є домівкою Glooscap .

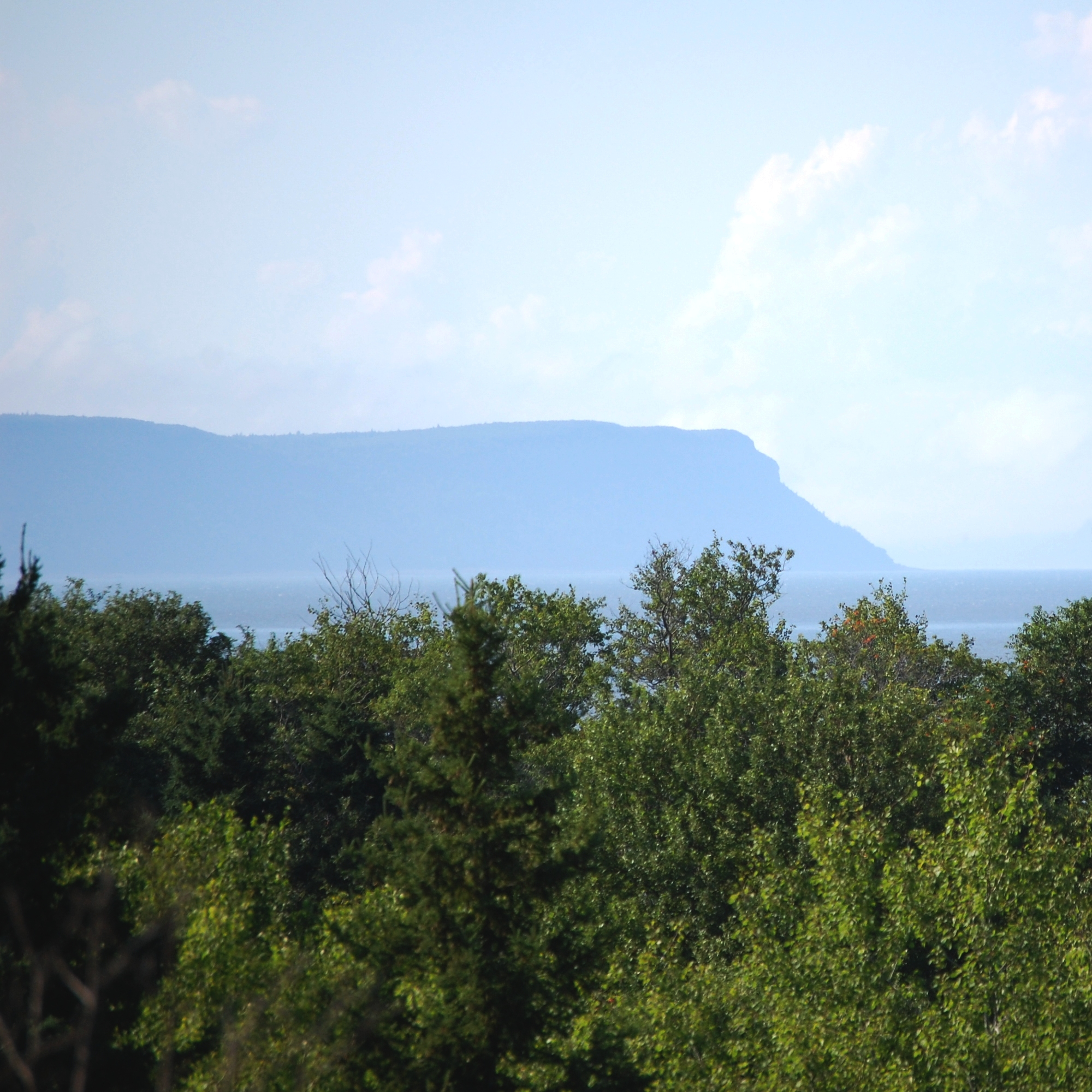
На горизонті — мис Бломідон

Мис і велика частина прибережної території півострова Бломідон мають природоохоронний статус провінційного парку Бломідон. Доступ відвідувачів до цього парку є можливим на південному краю півострова, приблизно за 3,5 км на південь від мису Бломідон.
Назва «Мис Бломідон» була офіційно затверджена 1 жовтня 1959 року, хоча ця назва використовувалася багато років тому. Французький дослідник Самюель де Шамплен назвав мис Кап Путрінкур, а місцеві акадські поселенці — Кап Баптіст. Англомовні поселенці називали його Cape Porcupine. Однак загальноприйнятим терміном був мис Бловмідаун, від якого шляхом спрощення виникла назва «Бломідон».
Про мис ідеться в поемі «Бломідон» Чарльза Робертса.
Під час Американської революції тут відбулася битва при Бломіндоні.